# La Copechagnière
La Copechagnière és un municipi francès situat al departament de Vendée i a la regió de País del Loira. L'any 2007 tenia 802 habitants.

## Demografia

### Població
El 2007 la població de fet de La Copechagnière era de 802 persones. Hi havia 316 famílies de les quals 64 eren unipersonals (36 homes vivint sols i 28 dones vivint soles), 112 parelles sense fills, 124 parelles amb fills i 16 famílies monoparentals amb fills.
La població ha evolucionat segons el següent gràfic:
Habitants censats

### Habitatges
El 2007 hi havia 342 habitatges, 316 eren l'habitatge principal de la família, 5 eren segones residències i 21 estaven desocupats. 326 eren cases i 12 eren apartaments. Dels 316 habitatges principals, 237 estaven ocupats pels seus propietaris, 78 estaven llogats i ocupats pels llogaters i 1 estava cedit a títol gratuït; 11 tenien dues cambres, 41 en tenien tres, 93 en tenien quatre i 171 en tenien cinc o més. 248 habitatges disposaven pel capbaix d'una plaça de pàrquing. A 130 habitatges hi havia un automòbil i a 170 n'hi havia dos o més.

### Piràmide de població
La piràmide de població per edats i sexe el 2009 era:
| Homes | Edats   | Dones |
| ----- | ------- | ----- |
| 0     | 95 o +  | 0     |
| 0     | 90 a 94 | 0     |
| 4     | 85 a 89 | 0     |
| 4     | 80 a 84 | 4     |
| 8     | 75 a 79 | 8     |
| 16    | 70 a 74 | 28    |
| 16    | 65 a 69 | 20    |
| 12    | 60 a 64 | 8     |
| 8     | 55 a 59 | 16    |
| 16    | 50 a 54 | 12    |
| 12    | 45 a 49 | 8     |
| 28    | 40 a 44 | 16    |
| 32    | 35 a 39 | 28    |
| 20    | 30 a 34 | 44    |
| 36    | 25 a 29 | 32    |
| 20    | 20 a 24 | 20    |
| 32    | 15 a 19 | 16    |
| 16    | 10 a 14 | 16    |
| 16    | 5 a 9   | 32    |
| 32    | 0 a 4   | 20    |

## Economia
El 2007 la població en edat de treballar era de 532 persones, 444 eren actives i 88 eren inactives. De les 444 persones actives 424 estaven ocupades (227 homes i 197 dones) i 20 estaven aturades (7 homes i 13 dones). De les 88 persones inactives 37 estaven jubilades, 28 estaven estudiant i 23 estaven classificades com a «altres inactius».

### Ingressos
El 2009 a La Copechagnière hi havia 352 unitats fiscals que integraven 892,5 persones, la mediana anual d'ingressos fiscals per persona era de 16.686 €.

### Activitats econòmiques
Dels 25 establiments que hi havia el 2007, 2 eren d'empreses alimentàries, 1 d'una empresa de fabricació de material elèctric, 2 d'empreses de fabricació d'altres productes industrials, 6 d'empreses de construcció, 4 d'empreses de comerç i reparació d'automòbils, 2 d'empreses de transport, 2 d'empreses d'hostatgeria i restauració, 2 d'empreses financeres, 1 d'una empresa immobiliària, 2 d'empreses de serveis i 1 d'una empresa classificada com a «altres activitats de serveis».
Dels 8 establiments de servei als particulars que hi havia el 2009, 1 era un taller de reparació d'automòbils i de material agrícola, 1 paleta, 2 fusteries, 2 electricistes, 1 empresa de construcció i 1 perruqueria.
Dels 2 establiments comercials que hi havia el 2009, 1 era una botiga de menys de 120 m² i 1 una fleca.
L'any 2000 a La Copechagnière hi havia 16 explotacions agrícoles que ocupaven un total de 590 hectàrees.

## Equipaments sanitaris i escolars
El 2009 hi havia una escola elemental.

## Poblacions més properes
El següent diagrama mostra les poblacions més properes.